# Таїдзі Казе
Таїдзі Казе (яп. 嘉瀬 太治, 9 лютого 1929, Чіба, Японія — 24 листопада 2004, Париж, Франція) — видатний японський майстер шотокан карате, 9-дан JKA, один із піонерів поширення шотокан карате в Європі, засновник стилю «Shotokan Ryu Kase Ha». Його учні по всьому світу продовжують традицію Касе, а його книги з ката й сьогодні видаються в різних країнах.

## Біографія

### Раннє життя та дзюдо
Таїдзі Казе народився 9 лютого 1929 року в родині айкідо- та дзюдо-практиків у префектурі Чіба, Японія. Його батько, Нобуаки Касе, мав 5-й дан з дзюдо, тому вже з шести років Таїдзі почав займатися дзюдо під його керівництвом. У 1944 році, у віці 15 років, він отримав 2-й дан з дзюдо та одночасно познайомився з карате завдяки книзі Ґідіна Фунакоші.

### Початок занять карате
Натхненний ідеєю Фунакоші, Таїдзі у тому ж 1944 році став учнем Гічина Фунакоші у його додзьо в Токіо. Після смерті Йошітаки Фунакоші 1945 року, головним наставником став Геншин Хірониші, який навчав молодого Касе протягом шести років. Також істотний вплив на техніку Касе мали Тадао Окуюма та Масатосі Накаяма.

### Військова служба
У березні 1945 року, в розпал Другої світової війни, Касе вступив до Імперського флоту Японії й був зарахований до корпусу камікадзе, але не встиг виконати суїцидальну місію через капітуляцію Японії в серпні 1945 року. Це досвід визначив його ставлення до життя та бойового мистецтва: «Я ніколи не буваю сумним, бо міг померти і не помер» — так згадував він пізніше.

### Освіта та рання кар’єра
Після війни Казе вступив до університету Сеншу, де в 1949 році став капітаном університетської команди з карате та отримав 3-й дан. У 1951 році він закінчив Сеншу й приєднався до Японської асоціації карате (JKA), де швидко здобув репутацію видатного інструктора з куміте та ката.

### Поширення у Європі та створення власного стилю
У 1964 році Казе остаточно покинув Японію, щоб популяризувати шотокан карате за кордоном. Він викладав у ПАР, США, Німеччині, Нідерландах, Бельгії та Італії, а з 1967 року оселився в Парижі, ставши головним тренером Французької федерації карате. Разом із Хіроші Шірай 1989 року заснував Всесвітню академію шотокан карате (WKSA) й започаткував власний напрям «Shotokan Ryu Kase Ha» («шотокан із особистим почерком Касе»).

### Пізні роки та спадщина
Незважаючи на серцевий напад у 1999 році, Казе повернувся до викладання в Американській лікарні в Парижі й продовжував подорожувати світом з семінарами. 24 листопада 2004 року майстер помер у Парижі на 76-му році життя; його поховали на цвинтарі Пер-Лашез 30 листопада. Сьогодні його учні та послідовники щороку відзначають пам’ять Касе та проводять міжнародні семінари в його честь.

## Техніка та внесок
Казе відомий динамічним стилем, в якому поєднував традиційні рухи шотокану з елементами кендō і джyдо, акцентуючи увагу на швидкості й глибоких стрибках у ката. Він увів до шотокану деякі прийоми із захоплення меча, розробив власні варіанти та комбінації ката, що пізніше увійшли до його книг:
- «5 Heian: Katas, Karate, Shotokan» (1974)
- «18 kata supérieurs: Karate-dô Shôtôkan Ryû» (1982)
- «Karaté-dô kata: 5-Heian, 2-Tekki» (1983)

## Стиль Kase-Ha
Стиль Касе-ха поєднує традиційний шотокан з елементами айкідо, кендо та дзюдо. Велику увагу приділяв диханню, позиціям та бойовому духу. Його ката мали глибоке внутрішнє наповнення й були адаптовані до реального бою.

## Смерть
Після інфаркту в 1999 році тимчасово припинив викладання, але згодом повернувся. Помер у Парижі 24 листопада 2004 року. Похований на цвинтарі Пер-Лашез.

## Праці
- Kase, Taiji. Karaté-dô kata: 5 Heian, 2 Tekki. Éditions Sedirep, 1974.
- Kase, Taiji. 18 kata supérieurs: Karaté-dô Shotokan Ryu. Éditions Sedirep, 1982.
- Kase, Taiji. Karaté-dô Kumite. Éditions Sedirep, 1984.